# Foosland
Foosland és una vila dels Estats Units a l'estat d'Illinois. Segons el cens del 2000 tenia 90 habitants.

## Demografia
Segons el cens del 2000, Foosland tenia 90 habitants, 40 habitatges, i 25 famílies. La densitat de població era de 496,4 habitants/km².
Dels 40 habitatges en un 22,5% hi vivien nens de menys de 18 anys, en un 57,5% hi vivien parelles casades, en un 2,5% dones solteres, i en un 37,5% no eren unitats familiars. En el 37,5% dels habitatges hi vivien persones soles el 17,5% de les quals corresponia a persones de 65 anys o més que vivien soles. El nombre mitjà de persones vivint en cada habitatge era de 2,25 i el nombre mitjà de persones que vivien en cada família era de 3.
Per edats la població es repartia de la següent manera: un 25,6% tenia menys de 18 anys, un 5,6% entre 18 i 24, un 27,8% entre 25 i 44, un 23,3% de 45 a 60 i un 17,8% 65 anys o més.
L'edat mediana era de 40 anys. Per cada 100 dones de 18 o més anys hi havia 97,1 homes.
Entorn del 8% de les famílies i el 15,5% de la població estaven per davall del llindar de pobresa.

## Poblacions properes
El següent diagrama mostra les poblacions més properes.